# 紅丸案
紅丸案是直接關係到中國明朝光宗皇帝朱常洛死亡的一宗宮廷疑案，被稱為明末三案之一。

## 紅丸
所谓「红丸」，就是“春药”，又称“三元丹”，官史称之為「无方无制之药」；民间称为取處女初潮之經血，謂之“先天紅鉛”，加上夜半的第一滴露水及烏梅等藥物，煮過七次，變成藥浆，再加上秋石（人尿）、人乳、辰砂（湖廣辰州出產的硃砂）、松脂等藥物炮制而成。

## 始末
1620年（明萬曆四十八年）農曆七月，萬曆帝朱翊鈞崩，遗诏宣布立皇贵妃郑氏为继室皇后。十日後，八月初一，皇太子朱常洛登帝位为明光宗，擬定改元泰昌，並为先皇上庙号「神宗」，鄭贵妃被封为皇后，鄭氏獻给新帝四個美少女以邀其歡心。
明光宗在八月初十日即开始生病；乾清宫宫内提督两司房、提督兵杖局掌印、御马监太监、聖濟殿提督太監崔文昇進以大黄、芒硝為主的通利藥解腸胃風熱，服後一夜連瀉三四十次，兩日後辛酉光宗未上朝，閣臣方從哲等赴宮門候安，光宗說明數夜不得睡，白天亦吃得很少，頭昏目眩，下不了床。乙丑日，鄭養性請收還皇貴妃封后「成命」，允之。八月二十九日甲戊，光宗仍諭冊立皇貴妃，當日皇帝服用了鴻臚寺丞李可灼進獻的紅丸前後二丸，病情稍緩，精神好轉，直讚李可灼為「忠臣」；但旋於九月一日（一说八月三十日）五更卯時殯天，在位僅29天。新帝未及改元即於年內崩殂，乃由年幼的皇長子朱由校登基，翌年改元天啟，並諡先帝為「光宗」。

## 影響
光宗猝逝，吏部尚书张问达、户部尚书汪应蛟、禮部尚書孫慎行、左都御史鄒元標，以及眾多言官紛紛彈劾崔文昇、李可灼二人用藥、進藥錯誤之罪；其中御史王安舜認為：「先帝之脉雄壮浮大，此三焦火动，面唇紫赤，满面升火，食粥烦躁。此满腹火结，宜清不宜助明矣。红铅乃妇人经水，阴中之阳，纯火之精也，而以投于虚火燥热之疹，几何不速亡逝乎！」另，御史郑宗周、南京太常寺少卿曹珍等指此一事件與五年前的「梃擊案」出於同一「奸謀」，即有人必置光宗其人於死地；刑部主事王之宷更直指光宗之死與鄭氏、光宗寵妃李氏等陰謀奪權有關。
當時主持內閣的大學士方從哲希望藉由對李可灼罰銀50兩、罰俸一年等動作，將光宗死前的一連串事件定調為「进药不效，〔……〕但亦臣爱君之意」，以閉塞外廷沸騰的「陰謀論」；但他自己也因此成為被彈劾的對象。後來天啟帝下旨問崔文昇、李可灼二人罪，結果1622年（天啟二年），明廷將崔文昇發遣南京，李可灼遣戍邊疆。閹黨及東林黨崛起。

### 引用
1. 1 2   . 维基文库. 八月二十九日，李可灼进药，明日光宗崩。九月初三日丁丑御史王安舜，参李可灼进红丸罪状。言臣接邸报，奉令旨赏可灼银五十两。夫可灼敢以无方无制之药，驾言金丹，且唱言精知子平五星，夭寿莫逃，此不过借此以塞外廷之议耳。奉令旨李可灼于先帝病革之时，具本进药不效，殊失敬慎，但亦臣爱君之意。姑从轻罚俸一年。
2. ↑  野史上記載的紅鉛之法：“医家有取红铅之法。择十三四岁童女美丽端庄者，一切患残疾，声雄发粗，及实女无经者俱不用。谨护起居，俟其天癸将至，以罗帛盛之，或以金银为器，入瓷盆内澄如朱砂色，用乌梅水及井水河水搅澄七度，晒干，合乳粉、辰砂、乳香、秋石等药为末，或用鸡子抱，或用火炼，名‘红铅丸’。专治五劳七伤，虚惫羸弱诸症……”云。
3. ↑   . 维基文库. 神宗萬曆四十八年八月丙午朔，光宗踐祚。先是，七月，光宗遵遺命，封皇貴妃鄭氏為皇后，命禮部查例。鄭貴妃進美女四人。
4. ↑   . 维基文库. 光廟御體羸弱，雖正位東宮，未嘗得志。登極後，日親萬幾，精神勞瘁。鄭貴妃欲邀歡心，復飾美女以進。一日，退朝內宴，以女樂承應，是夜一生二旦俱御幸焉，病體由是大劇。
5. ↑  《明季北略》
6. ↑  《重建石景山天主宮碑記》大明萬曆四十八年歲次庚申孟夏［碑阴］：乾清宫掌事、司礼监掌监事太监李恩银十两。钦差提督东厂官校办事兼上林苑监、南海子总提督、司礼监太监下缺。乾清宫宫内提督两司房圣济殿、提督兵杖局掌印、御马监太监崔文升下缺。乾清宫管事、巾帽局掌印、御用监太监田诏，银十两，复舍旙杆二根，砌工全管。
7. ↑  礼部尚书兼东阁大学士李廷机（1542—1616）《李文节文集》《谢恩疏》：“本月初二日卯时，接到圣济殿一扎，本日五鼓，圣济殿提督太监崔文升等传奉圣旨，著太医院堂上官罗必炜御医吴翼儒何其高随奉钦遣，到臣寓所同诊臣脉”。可知崔文昇在萬曆四十年前即是聖濟殿提督太監
8. ↑   . 维基文库. 御史王安舜首爭之，疏曰：「醫不三世，不服其藥。先帝之脈，雄壯浮大，此三焦火動；面唇赤紫，滿面火升，食粥煩燥，此滿腹火結；宜清不宜助明矣。⋯⋯」
9. ↑   . 维基文库. 楊漣論內官崔文升用藥之誤，言帝疾法宜清補，文升反投以相反相伐之劑云云。此八月二十四日疏。九月三日，御史鄭宗周請下文升法司嚴鞫，言往歲張差之變，禍幾不測，張差之後因有文升，致先帝一旦崩逝，當寸斬之。結事惠世揚奏崔文升輕用剝伐之藥，傷損先帝。科臣臺臣論之，輔臣方從哲，又何心而代擬出脫。南京太常寺少卿曹珍疏，請究醫藥奸黨陰謀，謂當與先年梃擊青宮，同一奸謀雲。南臺御史傅宗臯論崔文升用藥之誤。御史馬逢臯、南御史李希孔交章劾文升用藥之故，宜正典刑。刑部主事王之采奏請復先帝之仇，論李選侍、鄭貴妃、崔文升、李可灼共一線索。禮部尚書孫慎行參方從哲、李可灼進藥之罪。吏部尚書張問達會同戶部尚書汪應蛟等公奏曰：李可灼非醫官也，一旦以紅丸輕進，而龍馭上升，罪勝誅乎？崔文升身歷提督，當可灼進紅丸之時，何不詳察，罪又在可灼上矣。上諭李可灼拿解法司究問正罪。崔文升發遣南京三年。戍可灼。御史郭如楚，論李可灼之罪。

### 书籍
- 計六奇：《明季北略》。